# Городец (Быховский район)
Городе́ц (бел. Гарадзец) — деревня в составе Холстовского сельсовета Быховского района Могилёвской области Белоруссии.
Бывший административный центр бывшего Городецкого сельсовета.

## География

### Расположение
В 16 км к западу от Быхова, в 40 км к югу от Могилёва, в 15 км от железнодорожной станции Быхов (железная дорога Могилёв — Жлобин).

### Водная система
Река Греза.

## Население
- 1758 год — 155 душ мужского пола, 60 дворов
- 1780 год — 514 жителей, 69 дворов
- 1880 год — 618 жителей, 96 дворов
- 1897 год — 921 житель, 148 дворов
- 1909 год — 966 жителей, 165 дворов
- 1919 год — 1172 жителя
- 1926 год — 1262 жителей, 228 дворов
- 1941 год — 1060 жителей, 303 двора
- 1970 год — 783 жителей, 280 дворов
- 1990 год — 745 человек, 293 двора
- 2010 год — 408 человек

## История

### Речь Посполитая
Известен с XVI века как местечко Оршанского повета Витебского воеводства Великого княжества Литовского. В 1758 году в Быховском графстве князей Сапегов, собственность помещика: корчма, мельница, пекарня, 2 пивоварни. Неподалёку был фольварк.

### Российская империя
После первого раздела Речи Посполитой село отошло к Российской империи. В 1780 году в Старобыховской волости Быховского уезда, позднее — центр Городецкой волости того же уезда. Николаевская церковь (в 1802 году построена новая деревянная). С 1842 действовала кожевенная мастерская. В 1866 году открыто 1-классное народное училище, в котором в 1889 году обучалось 30 мальчиков, в 1894 году — 48 мальчиков и 2 девочки, в 1907—118 мальчиков и 25 девочек. В 1897 году работали больница, 2 ветряные мельницы, кузница, магазин, Николаевская церковь, питейный дом. После Великой Октябрьской социалистической революции с февраля по ноябрь 1918 года село оккупировано германскими захватчиками.

### СССР
После освобождения создана рабочая школа 1-й степени (139 учеников в 1925). В начале 1920-х годов в селе действуют мастерская по ремонту сельскохозяйственного инвентаря, 2 ветряные мельницы. В июле 1920 г. открыта школа ликбеза. В 1924 изба-читальня. С 20 августа 1924 до 11 апреля 1960 и с 5 апреля 1963 центр сельсовета в Быховском районе.
В 1924 создана сельскохозяйственная коммуна.
В 1930 организован колхоз «Победа».
В 1935 открыт врачебный участок.
В октябре 1943 гитлеровцы сожгли деревню (288 дворов) и убили 460 жителей. 30 ноября 1943 около села произошёл бой между 425-м партизанским полком и карательным отрядом гитлеровцев, в ходе боя большинство карателей было уничтожено.
На фронтах Великой Отечественной войны и в партизанской борьбе погибло 50 сельчан.
После войны деревня отстроена.
С 1962 центр совхоза «Спутник».
В 1970 в селе работали средняя школа, детский сад, дом культуры, библиотека, 2 магазина.

## Старосты села Городец
1. Филипп Самуйлович 1865—1882
2. Тимох Васильевич (1842) 1882
3. Заснов Василий Лукьянович 1909—1910
4. Ляксей Иванович 1912—1913
5. Мельников Аникей 1914—1915
6. Шкловцов Данила Исакович 1917

## Выдающиеся уроженцы
- Лукашев Константин Игнатьевич — советский учёный-геолог, геохимик, географ и общественный деятель. Доктор геолого-минералогических наук (1937), профессор (1938), академик АН БССР (1953).